# 2022-es női kézilabda-Európa-bajnokság
A 2022-es női kézilabda-Európa-bajnokságot november 4. és 20. között közösen rendezte Szlovénia, Észak-Macedónia és Montenegró. A torna megrendezésére a 2022-es labdarúgó-világbajnokság miatt került sor novemberben, az általában jellemző decemberi időpont helyett. Az Eb-n 16 csapat veszt részt. A címvédő a norvég válogatott volt. Az Eb-t a címvédő Norvégia nyerte, története során 9. alkalommal. A magyar válogatott a 11. helyen végzett.
Az Európa-bajnokság első három helyezettje kijutott a 2023-as világbajnokságra, valamint az Eb győztese ezen kívül kijutott a 2024-es nyári olimpiára. Mivel a 2023-as világbajnokságon a norvég válogatott szerzett kvótát, erről az Európa-bajnokságról az ezüstérmes Dánia kapta az olimpiai szereplés jogát. A tornák kvótáinak kiosztásakor ki kellett hagyni a világbajnokság rendezőit (Dánia, Norvégia, Svédország), illetve a nyári olimpia rendezőjét (Franciaország).

## Helyszínek
| Szlovénia        | Szlovénia       | Montenegró           | Észak-Macedónia                |
| ---------------- | --------------- | -------------------- | ------------------------------ |
| Ljubljana        | Celje           | Podgorica            | Szkopje                        |
| Arena Stožice    | Zlatorog Arena  | Morača Sports Center | Boris Trajkovski Sports Center |
| Férőhely: 12 480 | Férőhely: 5191  | Férőhely: 5000       | Férőhely: 6000                 |
|                  |                 |                      |                                |
| Ljubljana Celje  | Ljubljana Celje | Podgorica            | Szkopje                        |

## Résztvevők
| Nemzet          | Részvételi jog                  | Részvétel megszerzésének dátuma | Korábbi Eb-részvételek |
| --------------- | ------------------------------- | ------------------------------- | ---------------------- |
| Szlovénia       | Rendező                         | 2018. június 20.                | 7                      |
| Észak-Macedónia | Rendező                         | 2018. június 20.                | 5                      |
| Montenegró      | Rendező                         | 2018. június 20.                | 6                      |
| Norvégia        | Címvédő                         | 2020. december 20.              | 14                     |
| Hollandia       | Selejtező, 3. csoport győztese  | 2022. március 4.                | 8                      |
| Lengyelország   | Selejtező, 1. csoport győztese  | 2022. március 4.                | 7                      |
| Dánia           | Selejtező, 2. csoport győztese  | 2022. március 5.                | 14                     |
| Svájc           | Selejtező, 1. csoport másodikja | 2022. március 6.                | 0 (újonc)              |
| Franciaország   | Selejtező, 4. csoport győztese  | 2022. március 6.                | 11                     |
| Svédország      | Selejtező, 6. csoport győztese  | 2022. április 20.               | 12                     |
| Németország     | Selejtező, 3. csoport másodikja | 2022. április 21.               | 14                     |
| Spanyolország   | Selejtező, 5. csoport másodikja | 2022. április 21.               | 11                     |
| Magyarország    | Selejtező, 5. csoport győztese  | 2022. április 21.               | 14                     |
| Szerbia         | Selejtező, 6. csoport másodikja | 2022. április 23.               | 8                      |
| Románia         | Selejtező, 2. csoport másodikja | 2022. április 24.               | 13                     |
| Horvátország    | Selejtező, 4. csoport másodikja | 2022. április 24.               | 11                     |

## Sorsolás
A csoportokat 2022. április 28-án sorsolták Ljubljanában.

### Kiemelés
A kiemelést 2022. április 25-én tették közzé.
| 1. kalap                                           | 2. kalap                                             | 3. kalap                                                   | 4. kalap                                    |
| -------------------------------------------------- | ---------------------------------------------------- | ---------------------------------------------------------- | ------------------------------------------- |
| - Norvégia - Franciaország - Dánia - Lengyelország | - Hollandia - Montenegró - Magyarország - Svédország | - Szlovénia - Észak-Macedónia - Horvátország - Németország | - Spanyolország - Románia - Szerbia - Svájc |

## Játékvezetők
2022. június 13-án 12 játékvezető-párost neveztek meg.
| Referees            | Referees                             |
| ------------------- | ------------------------------------ |
| Ausztria            | Ana Vranes Marlis Wenninger          |
| Bosznia-Hercegovina | Tatjana Praštalo Vesna Balvan        |
| Dánia               | Karina Christiansen Line Hansen      |
| Németország         | Maike Merz Tanja Kuttler             |
| Görögország         | Ioanna Christidi Ioanna Papamattheou |
| Montenegró          | Jelena Vujačić Anđelina Kažanegra    |

| Referees        | Referees                          |
| --------------- | --------------------------------- |
| Észak-Macedónia | Ismailj Metalari Nenad Nikolovski |
| Portugália      | Vânia Sá Marta Sá                 |
| Szerbia         | Vanja Antić Jelena Jakovljević    |
| Szlovénia       | Ozren Backović Mirko Palačković   |
| Spanyolország   | Javier Álvarez Ion Bustamante     |
| Ukrajna         | Marina Duplii Olena Pobedrina     |

## Csoportkör
A mérkőzések kezdési időpontjai helyi idő szerint értendők.

### A csoport
| Hely. | Csapat       | M | Gy | D | V | G+  | G– | Gk  | P | Továbbjutás |
| ----- | ------------ | - | -- | - | - | --- | -- | --- | - | ----------- |
| 1.    | Norvégia     | 3 | 3  | 0 | 0 | 102 | 66 | +36 | 6 | Középdöntő  |
| 2.    | Horvátország | 3 | 1  | 1 | 1 | 70  | 76 | −6  | 3 | Középdöntő  |
| 3.    | Magyarország | 3 | 1  | 0 | 2 | 73  | 81 | −8  | 2 | Középdöntő  |
| 4.    | Svájc        | 3 | 0  | 1 | 2 | 75  | 97 | −22 | 1 |             |

| 2022. november 4. 18:00 | Magyarország | 33–28       | Svájc    | Arena Stožice, Ljubljana Nézőszám: 1168 Játékvezetők: Vujačić, Kažanegra (MNE) |
| 2022. november 4. 18:00 | Klujber 9    | (12–14)     | Schmid 6 | Arena Stožice, Ljubljana Nézőszám: 1168 Játékvezetők: Vujačić, Kažanegra (MNE) |
| 2022. november 4. 18:00 | 2×           | Jegyzőkönyv | 3×       | Arena Stožice, Ljubljana Nézőszám: 1168 Játékvezetők: Vujačić, Kažanegra (MNE) |

| 2022. november 4. 20:30 | Norvégia | 32–23       | Horvátország | Arena Stožice, Ljubljana Nézőszám: 1179 Játékvezetők: Duplii, Pobedrina (UKR) |
| 2022. november 4. 20:30 | Mørk 8   | (16–14)     | Posavec 4    | Arena Stožice, Ljubljana Nézőszám: 1179 Játékvezetők: Duplii, Pobedrina (UKR) |
| 2022. november 4. 20:30 | 5×       | Jegyzőkönyv | 2× 1×        | Arena Stožice, Ljubljana Nézőszám: 1179 Játékvezetők: Duplii, Pobedrina (UKR) |

| 2022. november 6. 18:00 | Horvátország | 21–18       | Magyarország   | Arena Stožice, Ljubljana Nézőszám: 1424 Játékvezetők: Merz, Kuttler (GER) |
| 2022. november 6. 18:00 | Blažević 9   | (10–7)      | Győri-Lukács 4 | Arena Stožice, Ljubljana Nézőszám: 1424 Játékvezetők: Merz, Kuttler (GER) |
| 2022. november 6. 18:00 | 5× 2×        | Jegyzőkönyv | 1× 2×          | Arena Stožice, Ljubljana Nézőszám: 1424 Játékvezetők: Merz, Kuttler (GER) |

| 2022. november 6. 20:30 | Svájc        | 21–38       | Norvégia  | Arena Stožice, Ljubljana Nézőszám: 1123 Játékvezetők: Sá, Sá (POR) |
| 2022. november 6. 20:30 | Emmenegger 5 | (9–19)      | Oftedal 6 | Arena Stožice, Ljubljana Nézőszám: 1123 Játékvezetők: Sá, Sá (POR) |
| 2022. november 6. 20:30 | 1×           | Jegyzőkönyv | 2×        | Arena Stožice, Ljubljana Nézőszám: 1123 Játékvezetők: Sá, Sá (POR) |

| 2022. november 8. 18:00 | Horvátország | 26–26       | Svájc        | Arena Stožice, Ljubljana Nézőszám: 1088 Játékvezetők: Álvarez, Bustamante (ESP) |
| 2022. november 8. 18:00 | Japundža 6   | (14–12)     | Emmenegger 7 | Arena Stožice, Ljubljana Nézőszám: 1088 Játékvezetők: Álvarez, Bustamante (ESP) |
| 2022. november 8. 18:00 | 5×           | Jegyzőkönyv | 2× 1×        | Arena Stožice, Ljubljana Nézőszám: 1088 Játékvezetők: Álvarez, Bustamante (ESP) |

| 2022. november 8. 20:30 | Norvégia  | 32–22       | Magyarország | Arena Stožice, Ljubljana Nézőszám: 1088 Játékvezetők: Metalari, Nikolovski (MKD) |
| 2022. november 8. 20:30 | Ingstad 8 | (14–12)     | Klujber 6    | Arena Stožice, Ljubljana Nézőszám: 1088 Játékvezetők: Metalari, Nikolovski (MKD) |
| 2022. november 8. 20:30 | 4×        | Jegyzőkönyv | 4×           | Arena Stožice, Ljubljana Nézőszám: 1088 Játékvezetők: Metalari, Nikolovski (MKD) |

### B csoport
| Hely. | Csapat        | M | Gy | D | V | G+ | G– | Gk  | P | Továbbjutás |
| ----- | ------------- | - | -- | - | - | -- | -- | --- | - | ----------- |
| 1.    | Svédország    | 3 | 2  | 0 | 1 | 83 | 68 | +15 | 4 | Középdöntő  |
| 2.    | Dánia         | 3 | 2  | 0 | 1 | 85 | 72 | +13 | 4 | Középdöntő  |
| 3.    | Szlovénia (R) | 3 | 2  | 0 | 1 | 77 | 83 | −6  | 4 | Középdöntő  |
| 4.    | Szerbia       | 3 | 0  | 0 | 3 | 66 | 88 | −22 | 0 |             |

| 2022. november 4. 18:00 | Dánia        | 26–28       | Szlovénia | Zlatorog Arena, Celje Játékvezetők: Álvarez, Bustamante (ESP) |
| 2022. november 4. 18:00 | Østergaard 7 | (15–14)     | Gros 8    | Zlatorog Arena, Celje Játékvezetők: Álvarez, Bustamante (ESP) |
| 2022. november 4. 18:00 | 5× 1×        | Jegyzőkönyv | 4×        | Zlatorog Arena, Celje Játékvezetők: Álvarez, Bustamante (ESP) |

| 2022. november 4. 20:30 | Svédország | 27–21       | Szerbia    | Zlatorog Arena, Celje Nézőszám: 2878 Játékvezetők: Sá, Sá (POR) |
| 2022. november 4. 20:30 | Hagman 9   | (14–9)      | Stamenić 6 | Zlatorog Arena, Celje Nézőszám: 2878 Játékvezetők: Sá, Sá (POR) |
| 2022. november 4. 20:30 | 5×         | Jegyzőkönyv | 1×         | Zlatorog Arena, Celje Nézőszám: 2878 Játékvezetők: Sá, Sá (POR) |

| 2022. november 6. 18:00 | Szlovénia | 22–33       | Svédország | Zlatorog Arena, Celje Nézőszám: 3137 Játékvezetők: Metalari, Nikolovski (MKD) |
| 2022. november 6. 18:00 | Gros 5    | (13–14)     | Hagman 9   | Zlatorog Arena, Celje Nézőszám: 3137 Játékvezetők: Metalari, Nikolovski (MKD) |
| 2022. november 6. 18:00 | 2×        | Jegyzőkönyv | 2×         | Zlatorog Arena, Celje Nézőszám: 3137 Játékvezetők: Metalari, Nikolovski (MKD) |

| 2022. november 6. 20:30 | Szerbia       | 21–34       | Dánia           | Zlatorog Arena, Celje Nézőszám: 3137 Játékvezetők: Duplii, Pobedrina (UKR) |
| 2022. november 6. 20:30 | Stoiljković 6 | (11–18)     | három játékos 4 | Zlatorog Arena, Celje Nézőszám: 3137 Játékvezetők: Duplii, Pobedrina (UKR) |
| 2022. november 6. 20:30 | 3×            | Jegyzőkönyv | 6× 1×           | Zlatorog Arena, Celje Nézőszám: 3137 Játékvezetők: Duplii, Pobedrina (UKR) |

| 2022. november 8. 18:00 | Szlovénia  | 27–24       | Szerbia         | Zlatorog Arena, Celje Nézőszám: 3027 Játékvezetők: Merz, Kuttler (GER) |
| 2022. november 8. 18:00 | Omoregie 6 | (13–15)     | Radosavljević 6 | Zlatorog Arena, Celje Nézőszám: 3027 Játékvezetők: Merz, Kuttler (GER) |
| 2022. november 8. 18:00 | 6× 1×      | Jegyzőkönyv | 4× 2×           | Zlatorog Arena, Celje Nézőszám: 3027 Játékvezetők: Merz, Kuttler (GER) |

| 2022. november 8. 20:30 | Dánia   | 25–23       | Svédország | Zlatorog Arena, Celje Nézőszám: 3027 Játékvezetők: Vujačić, Kažanegra (MNE) |
| 2022. november 8. 20:30 | Friis 9 | (13–5)      | Axnér 9    | Zlatorog Arena, Celje Nézőszám: 3027 Játékvezetők: Vujačić, Kažanegra (MNE) |
| 2022. november 8. 20:30 | 3×      | Jegyzőkönyv | 2× 1×      | Zlatorog Arena, Celje Nézőszám: 3027 Játékvezetők: Vujačić, Kažanegra (MNE) |

### C csoport
| Hely. | Csapat              | M | Gy | D | V | G+ | G– | Gk  | P | Továbbjutás |
| ----- | ------------------- | - | -- | - | - | -- | -- | --- | - | ----------- |
| 1.    | Franciaország       | 3 | 3  | 0 | 0 | 85 | 59 | +26 | 6 | Középdöntő  |
| 2.    | Hollandia           | 3 | 2  | 0 | 1 | 83 | 69 | +14 | 4 | Középdöntő  |
| 3.    | Románia             | 3 | 1  | 0 | 2 | 80 | 87 | −7  | 2 | Középdöntő  |
| 4.    | Észak-Macedónia (R) | 3 | 0  | 0 | 3 | 52 | 85 | −33 | 0 |             |

| 2022. november 5. 18:00 | Franciaország | 24–14       | Észak-Macedónia | Boris Trajkovski Sports Center, Szkopje Nézőszám: 2809 Játékvezetők: Praštalo, Balvan (BIH) |
| 2022. november 5. 18:00 | Lassource 4   | (12–5)      | Janeska 5       | Boris Trajkovski Sports Center, Szkopje Nézőszám: 2809 Játékvezetők: Praštalo, Balvan (BIH) |
| 2022. november 5. 18:00 | 3×            | Jegyzőkönyv | 4× 1×           | Boris Trajkovski Sports Center, Szkopje Nézőszám: 2809 Játékvezetők: Praštalo, Balvan (BIH) |

| 2022. november 5. 20:30 | Hollandia         | 29–28       | Románia         | Boris Trajkovski Sports Center, Szkopje Nézőszám: 2809 Játékvezetők: Braseth, Sundet (NOR) |
| 2022. november 5. 20:30 | van der Heijden 7 | (14–12)     | három játékos 5 | Boris Trajkovski Sports Center, Szkopje Nézőszám: 2809 Játékvezetők: Braseth, Sundet (NOR) |
| 2022. november 5. 20:30 | 4× 2×             | Jegyzőkönyv | 2× 1×           | Boris Trajkovski Sports Center, Szkopje Nézőszám: 2809 Játékvezetők: Braseth, Sundet (NOR) |

| 2022. november 7. 18:00 | Észak-Macedónia | 15–30       | Hollandia | Boris Trajkovski Sports Center, Szkopje Nézőszám: 2471 Játékvezetők: Vranes, Wenninger (AUT) |
| 2022. november 7. 18:00 | Ristovska 4     | (9–17)      | Smits 7   | Boris Trajkovski Sports Center, Szkopje Nézőszám: 2471 Játékvezetők: Vranes, Wenninger (AUT) |
| 2022. november 7. 18:00 | 5×              | Jegyzőkönyv | 5× 1×     | Boris Trajkovski Sports Center, Szkopje Nézőszám: 2471 Játékvezetők: Vranes, Wenninger (AUT) |

| 2022. november 7. 20:30 | Románia         | 21–35       | Franciaország | Boris Trajkovski Sports Center, Szkopje Nézőszám: 2471 Játékvezetők: Backovic, Palakovic (SLO) |
| 2022. november 7. 20:30 | Neagu, Grozav 5 | (11–17)     | Nze Minko 6   | Boris Trajkovski Sports Center, Szkopje Nézőszám: 2471 Játékvezetők: Backovic, Palakovic (SLO) |
| 2022. november 7. 20:30 | 2×              | Jegyzőkönyv | 4× 1×         | Boris Trajkovski Sports Center, Szkopje Nézőszám: 2471 Játékvezetők: Backovic, Palakovic (SLO) |

| 2022. november 9. 18:00 | Észak-Macedónia | 23–31       | Románia  | Boris Trajkovski Sports Center, Szkopje Nézőszám: 2389 Játékvezetők: Antić, Jakovljević (SRB) |
| 2022. november 9. 18:00 | Dabevska 7      | (12–13)     | Neagu 10 | Boris Trajkovski Sports Center, Szkopje Nézőszám: 2389 Játékvezetők: Antić, Jakovljević (SRB) |
| 2022. november 9. 18:00 | 2× 1×           | Jegyzőkönyv | 6×       | Boris Trajkovski Sports Center, Szkopje Nézőszám: 2389 Játékvezetők: Antić, Jakovljević (SRB) |

| 2022. november 9. 20:30 | Franciaország      | 26–24       | Hollandia   | Boris Trajkovski Sports Center, Szkopje Nézőszám: 2389 Játékvezetők: Covalciuc, Covalciuc (MDA) |
| 2022. november 9. 20:30 | Foppa, Nze Minko 4 | (14–12)     | Malestein 9 | Boris Trajkovski Sports Center, Szkopje Nézőszám: 2389 Játékvezetők: Covalciuc, Covalciuc (MDA) |
| 2022. november 9. 20:30 | 3× 1×              | Jegyzőkönyv | 2× 1×       | Boris Trajkovski Sports Center, Szkopje Nézőszám: 2389 Játékvezetők: Covalciuc, Covalciuc (MDA) |

### D csoport
| Hely. | Csapat         | M | Gy | D | V | G+ | G– | Gk  | P | Továbbjutás |
| ----- | -------------- | - | -- | - | - | -- | -- | --- | - | ----------- |
| 1.    | Montenegró (R) | 3 | 3  | 0 | 0 | 85 | 71 | +14 | 6 | Középdöntő  |
| 2.    | Spanyolország  | 3 | 1  | 0 | 2 | 67 | 73 | −6  | 2 | Középdöntő  |
| 3.    | Németország    | 3 | 1  | 0 | 2 | 71 | 75 | −4  | 2 | Középdöntő  |
| 4.    | Lengyelország  | 3 | 1  | 0 | 2 | 68 | 72 | −4  | 2 |             |

| 2022. november 5. 18:00 | Montenegró            | 30–23       | Spanyolország | Morača Sports Center, Podgorica Nézőszám: 3019 Játékvezetők: Vranes, Wenninger (AUT) |
| 2022. november 5. 18:00 | Jauković, Radičević 5 | (12–9)      | Cabral 5      | Morača Sports Center, Podgorica Nézőszám: 3019 Játékvezetők: Vranes, Wenninger (AUT) |
| 2022. november 5. 18:00 | 4×                    | Jegyzőkönyv | 3× 1×         | Morača Sports Center, Podgorica Nézőszám: 3019 Játékvezetők: Vranes, Wenninger (AUT) |

| 2022. november 5. 20:30 | Lengyelország | 23–25       | Németország | Morača Sports Center, Podgorica Nézőszám: 3019 Játékvezetők: Antić, Jakovljević (SRB) |
| 2022. november 5. 20:30 | Balsam 5      | (12–11)     | Grijseels 8 | Morača Sports Center, Podgorica Nézőszám: 3019 Játékvezetők: Antić, Jakovljević (SRB) |
| 2022. november 5. 20:30 | 5× 1×         | Jegyzőkönyv | 2× 1×       | Morača Sports Center, Podgorica Nézőszám: 3019 Játékvezetők: Antić, Jakovljević (SRB) |

| 2022. november 7. 18:00 | Németország       | 25–29       | Montenegró | Morača Sports Center, Podgorica Nézőszám: 3406 Játékvezetők: Covalciuc, Covalciuc (MDA) |
| 2022. november 7. 18:00 | Grijseels, Bölk 7 | (12–15)     | Jauković 9 | Morača Sports Center, Podgorica Nézőszám: 3406 Játékvezetők: Covalciuc, Covalciuc (MDA) |
| 2022. november 7. 18:00 | 5× 1×             | Jegyzőkönyv | 2×         | Morača Sports Center, Podgorica Nézőszám: 3406 Játékvezetők: Covalciuc, Covalciuc (MDA) |

| 2022. november 7. 20:30 | Spanyolország | 21–22       | Lengyelország | Morača Sports Center, Podgorica Nézőszám: 3406 Játékvezetők: Praštalo, Balvan (BIH) |
| 2022. november 7. 20:30 | Cabral 7      | (12–12)     | Kobylinska 5  | Morača Sports Center, Podgorica Nézőszám: 3406 Játékvezetők: Praštalo, Balvan (BIH) |
| 2022. november 7. 20:30 | 4×            | Jegyzőkönyv | 4× 1×         | Morača Sports Center, Podgorica Nézőszám: 3406 Játékvezetők: Praštalo, Balvan (BIH) |

| 2022. november 9. 18:00 | Lengyelország | 23–26       | Montenegró   | Morača Sports Center, Podgorica Nézőszám: 4317 Játékvezetők: Backović, Palačković (SLO) |
| 2022. november 9. 18:00 | Kobylińska 6  | (12–12)     | Radičević 12 | Morača Sports Center, Podgorica Nézőszám: 4317 Játékvezetők: Backović, Palačković (SLO) |
| 2022. november 9. 18:00 | 4×            | Jegyzőkönyv | 2× 2×        | Morača Sports Center, Podgorica Nézőszám: 4317 Játékvezetők: Backović, Palačković (SLO) |

| 2022. november 9. 20:30 | Németország | 21–23       | Spanyolország | Morača Sports Center, Podgorica Nézőszám: 4317 Játékvezetők: Braseth, Sundet (NOR) |
| 2022. november 9. 20:30 | Grijseels 6 | (10–11)     | Campos 6      | Morača Sports Center, Podgorica Nézőszám: 4317 Játékvezetők: Braseth, Sundet (NOR) |
| 2022. november 9. 20:30 | 3×          | Jegyzőkönyv | 3× 1×         | Morača Sports Center, Podgorica Nézőszám: 4317 Játékvezetők: Braseth, Sundet (NOR) |

## Középdöntő
A középdöntőben az A és B, valamint a C és D csoport továbbjutott csapatai újabb körmérkőzéseket játszanak, de csak azok a csapatok mérkőztek egymással, amelyek a csoportkörben nem találkoztak, azonban a csoportkörben lejátszott eredményeiket is figyelembe kell venni. A sorrendet a csoportkörben is alkalmazott módszer szerint állapítják meg.
A középdöntő mérkőzéseinek kezdési időpontjait a csoportkör befejezése után teszik közzé.

### 1. csoport
| Hely. | Csapat        | M | Gy | D | V | G+  | G–  | Gk  | P | Továbbjutás   |
| ----- | ------------- | - | -- | - | - | --- | --- | --- | - | ------------- |
| 1.    | Dánia         | 5 | 4  | 0 | 1 | 137 | 124 | +13 | 8 | Elődöntők     |
| 2.    | Norvégia      | 5 | 4  | 0 | 1 | 146 | 124 | +22 | 8 | Elődöntők     |
| 3.    | Svédország    | 5 | 3  | 0 | 2 | 142 | 126 | +16 | 6 | Az 5. helyért |
| 4.    | Szlovénia (R) | 5 | 2  | 0 | 3 | 124 | 132 | −8  | 4 |               |
| 5.    | Horvátország  | 5 | 1  | 0 | 4 | 106 | 133 | −27 | 2 |               |
| 6.    | Magyarország  | 5 | 1  | 0 | 4 | 121 | 137 | −16 | 2 |               |

| 2022. november 10. 18:00 | Horvátország | 18–26       | Szlovénia | Arena Stožice, Ljubljana Nézőszám: 4126 Játékvezetők: Metalari, Nikolovski (MKD) |
| 2022. november 10. 18:00 | Blažević 5   | (12–13)     | Gros 7    | Arena Stožice, Ljubljana Nézőszám: 4126 Játékvezetők: Metalari, Nikolovski (MKD) |
| 2022. november 10. 18:00 | 2× 1×        | Jegyzőkönyv | 2×        | Arena Stožice, Ljubljana Nézőszám: 4126 Játékvezetők: Metalari, Nikolovski (MKD) |

| 2022. november 10. 20:30 | Magyarország | 27–29       | Dánia   | Arena Stožice, Ljubljana Nézőszám: 4126 Játékvezetők: Sá, Sá (POR) |
| 2022. november 10. 20:30 | Klujber 8    | (12–14)     | Friis 7 | Arena Stožice, Ljubljana Nézőszám: 4126 Játékvezetők: Sá, Sá (POR) |
| 2022. november 10. 20:30 | 3×           | Jegyzőkönyv | 2× 2×   | Arena Stožice, Ljubljana Nézőszám: 4126 Játékvezetők: Sá, Sá (POR) |

| 2022. november 12. 18:00 | Horvátország | 17–26       | Dánia       | Arena Stožice, Ljubljana Nézőszám: 1323 Játékvezetők: Kuttler, Merz (GER) |
| 2022. november 12. 18:00 | Pavlović 6   | (8–14)      | Jørgensen 5 | Arena Stožice, Ljubljana Nézőszám: 1323 Játékvezetők: Kuttler, Merz (GER) |
| 2022. november 12. 18:00 | 2×           | Jegyzőkönyv | 4×          | Arena Stožice, Ljubljana Nézőszám: 1323 Játékvezetők: Kuttler, Merz (GER) |

| 2022. november 12. 20:30 | Norvégia  | 27–25       | Svédország | Arena Stožice, Ljubljana Nézőszám: 1323 Játékvezetők: Álvarez, Bustamante (ESP) |
| 2022. november 12. 20:30 | Reistad 7 | (13–13)     | Carlson 9  | Arena Stožice, Ljubljana Nézőszám: 1323 Játékvezetők: Álvarez, Bustamante (ESP) |
| 2022. november 12. 20:30 | 3×        | Jegyzőkönyv | 4× 1×      | Arena Stožice, Ljubljana Nézőszám: 1323 Játékvezetők: Álvarez, Bustamante (ESP) |

| 2022. november 14. 18:00 | Norvégia   | 26–23       | Szlovénia | Arena Stožice, Ljubljana Nézőszám: 5648 Játékvezetők: Praštalo, Balvan (BIH) |
| 2022. november 14. 18:00 | Reistad 10 | (16–15)     | Gros 5    | Arena Stožice, Ljubljana Nézőszám: 5648 Játékvezetők: Praštalo, Balvan (BIH) |
| 2022. november 14. 18:00 | 2×         | Jegyzőkönyv | 4× 1×     | Arena Stožice, Ljubljana Nézőszám: 5648 Játékvezetők: Praštalo, Balvan (BIH) |

| 2022. november 14. 20:30 | Magyarország | 25–30       | Svédország | Arena Stožice, Ljubljana Nézőszám: 5648 Játékvezetők: Vujačić, Kažanegra (MNE) |
| 2022. november 14. 20:30 | Klujber 6    | (15–18)     | Roberts 9  | Arena Stožice, Ljubljana Nézőszám: 5648 Játékvezetők: Vujačić, Kažanegra (MNE) |
| 2022. november 14. 20:30 | 3× 1×        | Jegyzőkönyv | 1×         | Arena Stožice, Ljubljana Nézőszám: 5648 Játékvezetők: Vujačić, Kažanegra (MNE) |

| 2022. november 16. 15:30 | Magyarország | 29–25       | Szlovénia | Arena Stožice, Ljubljana Nézőszám: 4263 Játékvezetők: Merz, Kuttler (GER) |
| 2022. november 16. 15:30 | Klujber 9    | (14–14)     | Gros 6    | Arena Stožice, Ljubljana Nézőszám: 4263 Játékvezetők: Merz, Kuttler (GER) |
| 2022. november 16. 15:30 | 2×           | Jegyzőkönyv | 3× 1×     | Arena Stožice, Ljubljana Nézőszám: 4263 Játékvezetők: Merz, Kuttler (GER) |

| 2022. november 16. 18:00 | Horvátország | 27–31       | Svédország | Arena Stožice, Ljubljana Nézőszám: 4263 Játékvezetők: Sá, Sá (POR) |
| 2022. november 16. 18:00 | Petika 6     | (11–17)     | Hagman 8   | Arena Stožice, Ljubljana Nézőszám: 4263 Játékvezetők: Sá, Sá (POR) |
| 2022. november 16. 18:00 | 2× 2×        | Jegyzőkönyv | 2×         | Arena Stožice, Ljubljana Nézőszám: 4263 Játékvezetők: Sá, Sá (POR) |

| 2022. november 16. 20:30 | Norvégia | 29–31       | Dánia    | Arena Stožice, Ljubljana Nézőszám: 4263 Játékvezetők: Metalari, Nikolovski (MKD) |
| 2022. november 16. 20:30 | Mørk 8   | (13–12)     | Hansen 7 | Arena Stožice, Ljubljana Nézőszám: 4263 Játékvezetők: Metalari, Nikolovski (MKD) |
| 2022. november 16. 20:30 | 2× 1×    | Jegyzőkönyv | 3×       | Arena Stožice, Ljubljana Nézőszám: 4263 Játékvezetők: Metalari, Nikolovski (MKD) |

### 2. csoport
| Hely. | Csapat        | M | Gy | D | V | G+  | G–  | Gk  | P  | Továbbjutás   |
| ----- | ------------- | - | -- | - | - | --- | --- | --- | -- | ------------- |
| 1.    | Franciaország | 5 | 5  | 0 | 0 | 153 | 108 | +45 | 10 | Elődöntők     |
| 2.    | Montenegró    | 5 | 3  | 0 | 2 | 138 | 151 | −13 | 6  | Elődöntők     |
| 3.    | Hollandia     | 5 | 2  | 1 | 2 | 152 | 144 | +8  | 5  | Az 5. helyért |
| 4.    | Németország   | 5 | 2  | 0 | 3 | 135 | 137 | −2  | 4  |               |
| 5.    | Spanyolország | 5 | 1  | 1 | 3 | 125 | 144 | −19 | 3  |               |
| 6.    | Románia       | 5 | 1  | 0 | 4 | 139 | 158 | −19 | 2  |               |

| 2022. november 11. 18:00 | Hollandia   | 28–36       | Németország | Boris Trajkovski Sports Center, Szkopje Nézőszám: 389 Játékvezetők: Antić, Jakovljević (SRB) |
| 2022. november 11. 18:00 | Malestein 8 | (13–17)     | Grijseels 8 | Boris Trajkovski Sports Center, Szkopje Nézőszám: 389 Játékvezetők: Antić, Jakovljević (SRB) |
| 2022. november 11. 18:00 | 4× 1×       | Jegyzőkönyv | 7×          | Boris Trajkovski Sports Center, Szkopje Nézőszám: 389 Játékvezetők: Antić, Jakovljević (SRB) |

| 2022. november 11. 20:30 | Románia  | 28–27       | Spanyolország                        | Boris Trajkovski Sports Center, Szkopje Nézőszám: 389 Játékvezetők: Backović, Palačković (SLO) |
| 2022. november 11. 20:30 | Pintea 7 | (12–11)     | González Ortega, Gutiérrez Bermejo 4 | Boris Trajkovski Sports Center, Szkopje Nézőszám: 389 Játékvezetők: Backović, Palačković (SLO) |
| 2022. november 11. 20:30 | 3× 1×    | Jegyzőkönyv | 1× 1×                                | Boris Trajkovski Sports Center, Szkopje Nézőszám: 389 Játékvezetők: Backović, Palačković (SLO) |

| 2022. november 13. 18:00 | Hollandia       | 29–29       | Spanyolország      | Boris Trajkovski Sports Center, Szkopje Nézőszám: 973 Játékvezetők: Duplii, Pobedrina (UKR) |
| 2022. november 13. 18:00 | Freiks, Smits 6 | (15–17)     | Cabral, Valdivia 4 | Boris Trajkovski Sports Center, Szkopje Nézőszám: 973 Játékvezetők: Duplii, Pobedrina (UKR) |
| 2022. november 13. 18:00 | 3×              | Jegyzőkönyv | 3×                 | Boris Trajkovski Sports Center, Szkopje Nézőszám: 973 Játékvezetők: Duplii, Pobedrina (UKR) |

| 2022. november 13. 20:30 | Franciaország | 27–19       | Montenegró  | Boris Trajkovski Sports Center, Szkopje Nézőszám: 973 Játékvezetők: Braseth, Sundet (NOR) |
| 2022. november 13. 20:30 | Foppa 6       | (12–9)      | Radičević 6 | Boris Trajkovski Sports Center, Szkopje Nézőszám: 973 Játékvezetők: Braseth, Sundet (NOR) |
| 2022. november 13. 20:30 | 3×            | Jegyzőkönyv | 1×          | Boris Trajkovski Sports Center, Szkopje Nézőszám: 973 Játékvezetők: Braseth, Sundet (NOR) |

| 2022. november 15. 18:00 | Románia | 34–35       | Montenegró         | Boris Trajkovski Sports Center, Szkopje Nézőszám: 924 Játékvezetők: Vranes, Wenninger (AUT) |
| 2022. november 15. 18:00 | Neagu 9 | (18–18)     | Grbić, Radičević 8 | Boris Trajkovski Sports Center, Szkopje Nézőszám: 924 Játékvezetők: Vranes, Wenninger (AUT) |
| 2022. november 15. 18:00 | 6× 1×   | Jegyzőkönyv | 3×                 | Boris Trajkovski Sports Center, Szkopje Nézőszám: 924 Játékvezetők: Vranes, Wenninger (AUT) |

| 2022. november 15. 20:30 | Franciaország | 29–21       | Németország | Boris Trajkovski Sports Center, Szkopje Nézőszám: 924 Játékvezetők: Covalciuc, Covalciuc (MDA) |
| 2022. november 15. 20:30 | Kanor 5       | (13–9)      | Grijseels 7 | Boris Trajkovski Sports Center, Szkopje Nézőszám: 924 Játékvezetők: Covalciuc, Covalciuc (MDA) |
| 2022. november 15. 20:30 | 4×            | Jegyzőkönyv | 1×          | Boris Trajkovski Sports Center, Szkopje Nézőszám: 924 Játékvezetők: Covalciuc, Covalciuc (MDA) |

| 2022. november 16. 15:30 | Románia | 28–32       | Németország      | Boris Trajkovski Sports Center, Szkopje Nézőszám: 770 Játékvezetők: Duplii, Pobedrina (UKR) |
| 2022. november 16. 15:30 | Neagu 7 | (14–16)     | Stockschläder 10 | Boris Trajkovski Sports Center, Szkopje Nézőszám: 770 Játékvezetők: Duplii, Pobedrina (UKR) |
| 2022. november 16. 15:30 | 3× 1×   | Jegyzőkönyv | 2×               | Boris Trajkovski Sports Center, Szkopje Nézőszám: 770 Játékvezetők: Duplii, Pobedrina (UKR) |

| 2022. november 16. 18:00 | Hollandia | 42–25       | Montenegró  | Boris Trajkovski Sports Center, Szkopje Nézőszám: 842 Játékvezetők: Backović, Palačković (SLO) |
| 2022. november 16. 18:00 | Smits 7   | (21–15)     | Jauković 11 | Boris Trajkovski Sports Center, Szkopje Nézőszám: 842 Játékvezetők: Backović, Palačković (SLO) |
| 2022. november 16. 18:00 | 4×        | Jegyzőkönyv | 4×          | Boris Trajkovski Sports Center, Szkopje Nézőszám: 842 Játékvezetők: Backović, Palačković (SLO) |

| 2022. november 16. 20:30 | Franciaország | 36–23       | Spanyolország | Boris Trajkovski Sports Center, Szkopje Nézőszám: 842 Játékvezetők: Antić, Jakovljević (SRB) |
| 2022. november 16. 20:30 | Valentini 6   | (17–9)      | Campos 5      | Boris Trajkovski Sports Center, Szkopje Nézőszám: 842 Játékvezetők: Antić, Jakovljević (SRB) |
| 2022. november 16. 20:30 | 1×            | Jegyzőkönyv | 2×            | Boris Trajkovski Sports Center, Szkopje Nézőszám: 842 Játékvezetők: Antić, Jakovljević (SRB) |

## Helyosztók
|  |               |               |           |               |    |       |       |       |
|  | Elődöntők     | Elődöntők     | Elődöntők |               |    | Döntő | Döntő | Döntő |
|  | Elődöntők     | Elődöntők     | Elődöntők |               |    | Döntő | Döntő | Döntő |
|  | november 18.  |               |           |               |    |       |       |       |
|  |               |               |           |               |    |       |       |       |
|  | I/1.          | Dánia         | 27        |               |    |       |       |       |
|  | I/1.          | Dánia         | 27        | november 20.  |    |       |       |       |
|  | II/2.         | Montenegró    | 23        |               |    |       |       |       |
|  | II/2.         | Montenegró    | 23        |               |    | Dánia | Dánia | 25    |
|  | november 18.  |               |           |               |    | Dánia | Dánia | 25    |
|  |               |               | Norvégia  | Norvégia      | 27 |       |       |       |
|  | I/2.          | Norvégia      | Norvégia  | Norvégia      | 27 | 28    |       |       |
|  | I/2.          | Norvégia      |           |               |    |       |       |       |
|  | II/1.         | Franciaország | 20        |               |    |       |       |       |
|  | II/1.         | Franciaország | 20        | Bronzmérkőzés |    |       |       |       |
|  |               |               |           |               |    |       |       |       |
|  | november 20.  |               |           |               |    |       |       |       |
|  |               |               |           |               |    |       |       |       |
|  | Montenegró    | Montenegró    | 27        |               |    |       |       |       |
|  | Montenegró    | Montenegró    | 27        |               |    |       |       |       |
|  | Franciaország | Franciaország | 25        |               |    |       |       |       |
|  | Franciaország | Franciaország | 25        |               |    |       |       |       |

### Elődöntők
| 2022. november 18. 17:45 | Dánia   | 27–23       | Montenegró        | Arena Stožice, Ljubljana Nézőszám: 3600 Játékvezetők: Covalciuc, Covalciuc (MDA) |
| 2022. november 18. 17:45 | Friis 7 | (14–10)     | Grbić, Jauković 7 | Arena Stožice, Ljubljana Nézőszám: 3600 Játékvezetők: Covalciuc, Covalciuc (MDA) |
| 2022. november 18. 17:45 | 5×      | Jegyzőkönyv | 4×                | Arena Stožice, Ljubljana Nézőszám: 3600 Játékvezetők: Covalciuc, Covalciuc (MDA) |

| 2022. november 18. 20:30 | Norvégia | 28–20       | Franciaország | Arena Stožice, Ljubljana Nézőszám: 3600 Játékvezetők: Merz, Kuttler (GER) |
| 2022. november 18. 20:30 | Mørk 8   | (12–11)     | Zaadi 5       | Arena Stožice, Ljubljana Nézőszám: 3600 Játékvezetők: Merz, Kuttler (GER) |
| 2022. november 18. 20:30 | 1×       | Jegyzőkönyv | 2× 2×         | Arena Stožice, Ljubljana Nézőszám: 3600 Játékvezetők: Merz, Kuttler (GER) |

### Az 5. helyért
| 2022. november 18. 15:00 | Svédország | 37–32       | Hollandia       | Arena Stožice, Ljubljana Nézőszám: 3600 Játékvezetők: Sá, Sá (POR) |
| 2022. november 18. 15:00 | Hagman 9   | (21–16)     | három játékos 5 | Arena Stožice, Ljubljana Nézőszám: 3600 Játékvezetők: Sá, Sá (POR) |
| 2022. november 18. 15:00 | 4×         | Jegyzőkönyv | 3× 1×           | Arena Stožice, Ljubljana Nézőszám: 3600 Játékvezetők: Sá, Sá (POR) |

### Bronzmérkőzés
| 2022. november 20. 17:45 | Montenegró            | 27–25 (h. u.)  | Franciaország        | Arena Stožice, Ljubljana Nézőszám: 5380 Játékvezetők: Praštalo, Balvan (BIH) |
| 2022. november 20. 17:45 | Radičević, Jauković 6 | (13–12, 22–22) | Nze Minko, Granier 4 | Arena Stožice, Ljubljana Nézőszám: 5380 Játékvezetők: Praštalo, Balvan (BIH) |
| 2022. november 20. 17:45 | 5× 1×                 | Jegyzőkönyv    | 6× 1×                | Arena Stožice, Ljubljana Nézőszám: 5380 Játékvezetők: Praštalo, Balvan (BIH) |

### Döntő
| 2022. november 20. 20:30 | Dánia      | 25–27       | Norvégia | Arena Stožice, Ljubljana Nézőszám: 5380 Játékvezetők: Álvarez, Bustamante (ESP) |
| 2022. november 20. 20:30 | Burgaard 6 | (15–12)     | Mørk 8   | Arena Stožice, Ljubljana Nézőszám: 5380 Játékvezetők: Álvarez, Bustamante (ESP) |
| 2022. november 20. 20:30 | 2× 1×      | Jegyzőkönyv | 3× 1×    | Arena Stožice, Ljubljana Nézőszám: 5380 Játékvezetők: Álvarez, Bustamante (ESP) |

| A 2022-es női kézilabda-Európa-bajnokság győztese |
| ------------------------------------------------- |
| · Norvégia · 9. cím                               |

## Végeredmény
|  | Kijutott a 2023-as világbajnokságra és a 2024-es Európa-bajnokságra |
|  | Kijutott a 2023-as világbajnokságra és a 2024-es olimpiára          |
|  | Kijutott a 2023-as világbajnokságra                                 |

| Helyezés | Nemzet          |
| -------- | --------------- |
| Arany    | Norvégia        |
| Ezüst    | Dánia           |
| Bronz    | Montenegró      |
| 4.       | Franciaország   |
| 5.       | Svédország      |
| 6.       | Hollandia       |
| 7.       | Németország     |
| 8.       | Szlovénia       |
| 9.       | Spanyolország   |
| 10.      | Horvátország    |
| 11.      | Magyarország    |
| 12.      | Románia         |
| 13.      | Lengyelország   |
| 14.      | Svájc           |
| 15.      | Szerbia         |
| 16.      | Észak-Macedónia |

## All Star-csapat
A torna legjobbjaiból álló csapat névsorát 2022. november 20-án tette közzé az EHF.
| Poszt      | Játékos              |
| ---------- | -------------------- |
| Kapus      | Cléopâtre Darleux    |
| Balszélső  | Emma Friis           |
| Balátlövő  | Cristina Neagu       |
| Irányító   | Stine Bredal Oftedal |
| Jobbátlövő | Klujber Katrin       |
| Jobbszélső | Jovanka Radičević    |
| Beálló     | Pauletta Foppa       |
| Védő       | Kathrine Heindahl    |
| MVP        | Henny Reistad        |

## Statisztika
| Helyezés | Név               | Gól | Lövés | %   |
| -------- | ----------------- | --- | ----- | --- |
| 1.       | Nora Mørk         | 50  | 64    | 78% |
| 2.       | Đurđina Jauković  | 48  | 86    | 56% |
| 3.       | Henny Reistad     | 46  | 73    | 63% |
| 4.       | Alina Grijseels   | 44  | 62    | 71% |
| 5.       | Nathalie Hagman   | 43  | 60    | 72% |
| 5.       | Jovanka Radičević | 43  | 54    | 80% |
| 7.       | Emma Friis        | 40  | 57    | 70% |
| 8.       | Cristina Neagu    | 39  | 70    | 56% |
| 9.       | Klujber Katrin    | 38  | 74    | 51% |
| 10.      | Ana Gros          | 36  | 60    | 60% |

| Helyezés | Név               | %   | Védés | Kapott lövés |
| -------- | ----------------- | --- | ----- | ------------ |
| 1.       | Silje Solberg     | 39% | 62    | 157          |
| 2.       | Cléopâtre Darleux | 37% | 67    | 182          |
| 3.       | Althea Reinhardt  | 36% | 27    | 76           |
| 4.       | Tea Pijević       | 35% | 56    | 158          |
| 4.       | Adrianna Płaczek  | 35% | 30    | 86           |
| 4.       | Floriane André    | 35% | 25    | 72           |
| 7.       | Sandra Toft       | 33% | 68    | 204          |
| 8.       | Johanna Bundsen   | 32% | 24    | 76           |
| 8.       | Jessica Ryde      | 32% | 58    | 181          |
| 10.      | Daciana Hosu      | 31% | 29    | 95           |
| 10.      | Katrine Lunde     | 31% | 43    | 137          |